# Суміщення культур

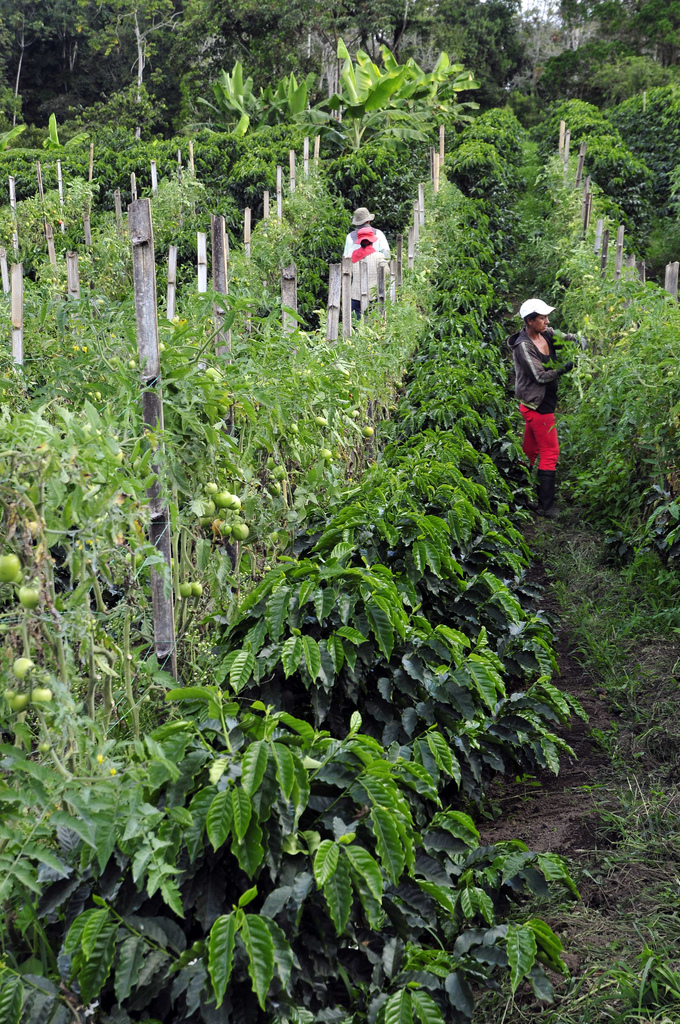
Суміщення культур кави та томату в Колумбії.

Суміщення культур — це практика вирощування поруч двох або більше культур. Іншими словами, суміщення культур — це вирощування двох або більше культур одночасно на одному полі. Найпоширенішою метою суміщення культур є отримання більшої врожайності на даній ділянці землі шляхом використання ресурсів або екологічних процесів, які в іншому випадку не були б використані однією культурою.

## Методи
Ступінь просторового та часового перекриття двох культур може бути різною, але обидва ці види перекриття мають бути наявними, щоб систему вирощування можна було б назвати суміщенням культур. Було визначено багато різновидів суміщення культур, і у всіх цих різновидах часове та просторове перекриття дещо відрізняється. Ось деякі з найбільш значущих різновидів:
- Змішування культур, як зрозуміло з назви, є найпростішою формою, при якій складові культури повністю змішуються у наявному просторі.
- Черезрядкове суміщення культур передбачає розташування складових культур через ряд. Варіанти включають вирощування в алеях, при якому культури вирощують між рядами дерев, і вирощування смугами, при якому кілька рядів або смуга однієї культури чергуються з кількома рядами іншої культури. Нова версія цього полягає в тому, щоб чергувати ряди сонячних фотоелектричних модулів з сільськогосподарськими культурами. Ця практика називається агровольтаїкою.[3]
- Тимчасове суміщення культур використовує практику посіву швидкорослої культури разом з повільнорослою культурою, при якій швидкорослу культуру збирають до того, як повільноросла почне дозрівати.
- Подальший часовий поділ застосовується при естафетному вирощуванні, при якій другий врожай сіють під час росту, часто біля початку репродуктивного розвитку або плодоношення першого врожаю, так що першу культуру збирають, щоб звільнити місце для повноцінного розвитку другої.

Сівозміна пов'язана з суміщенням культур, але не є суміщенням, оскільки різні види сільськогосподарських культур вирощуються в послідовні вегетаційні періоди, а не в один сезон.

## Потенційні переваги

### Розділення ресурсів
Потрібно ретельне планування з урахуванням ґрунту, клімату, культур та сортів. Особливо важливо, щоб культури не конкурували між собою за фізичний простір, поживні речовини, воду або сонячне світло. Прикладами стратегій суміщення культур є садіння глибоко вкоріненої культури разом з поверхнево-кореневою культурою, або садіння високорослої культури разом з низькорослою культурою, яка вимагає часткової тіні. Вирощування серед алей дерев Інга було запропоновано як альтернативу знищенню природи при підсічно-спалювальному землеробстві.
При ретельному відборі сільськогосподарських культур також досягаються інші агротехнічні переваги.

### Мутуалізм
Садіння двох культур в безпосередній близькості може бути особливо корисним, коли ці дві рослини взаємодіють таким чином, що підвищує пристосованість однієї або обох рослин (а отже, і врожайність). Наприклад, рослини, які схильні вивертатися під час вітру або сильного дощу (рослини, схильні до вилягання), можуть отримувати структурну підтримку від їхньої рослини-супутника. Виткі рослини, такі як чорний перець, також можуть отримати користь від структурної підтримки. Деякі рослини використовуються для придушення бур'янів або забезпечення поживними речовинами. Делікатним або світлочутливим рослинам може бути надана тінь або захист, або може бути використаний незайнятий простір. Прикладом може служити тропічна багаторівнева система, де кокос займає верхній ярус, банан — середній, й ананас, імбир або бобові корми, лікарські або ароматичні рослини — нижній ярус.
Суміщення культур також може сприяти біорізноманіттю, забезпечуючи середовище існування для різних комах та ґрунтових організмів, які не були б присутніми в середовищі монокультури. Ці організми можуть забезпечувати посіви цінними поживними речовинами, наприклад, шляхом фіксації азоту.

### Боротьба зі шкідниками
Існує кілька способів, за допомогою яких збільшення різноманітності культур може допомогти у боротьбі зі шкідниками. Наприклад, це може обмежити спалахи шкідників сільськогосподарських культур шляхом збільшення біорізноманіття хижаків. Крім того, зменшення однорідності врожаю може потенційно збільшити бар'єри проти біологічного розповсюдження шкідників у культурі.
Існує кілька способів боротьби зі шкідниками за допомогою суміщення культур:
- Вирощування культури-пастки - це передбачає садіння поблизу основної культури допоміжної культури, яка більш приваблива для шкідників. Шкідники будуть націлені на цю культуру, а не на основну культуру.
- Можуть бути використані відлякувальні сумісні культури, тобто культури, які відлякують певних шкідників. При цьому відлякувальна культура маскує запах основної культури, щоб уберегти її від шкідників.
- Поштовхно-галівна боротьба з сільськогосподарськими шкідниками — це одночасне застосування культур-пасток та відлякувального суміщення культур. Приваблива культура приваблює шкідників, а відлякувальна культура відлякує шкідників від основної культури.[8]

#### Обмеження
Суміщення культур для зменшення шкоди від шкідників у сільському господарстві застосовується зі змінним успіхом. Наприклад, хоча багато культур-пасток успішно відвернули шкідників від цільових культур у невеликих тепличних, садових та польових експериментах, було показано, що мало які з цих рослин зменшують пошкодження шкідниками у великих комерційних масштабах. Крім того, збільшення різноманітності сільськогосподарських культур шляхом суміщення культур не обов'язково збільшує присутність хижаків шкідників сільськогосподарських культур. Згідно зі систематичним оглядом літератури 2008 р. кількість хижаків шкідників збільшувалася при диверсифікації сільськогосподарських культур лише у 53 відсотках досліджень, та диверсифікація культур призвела до збільшення врожайності лише у 32 % досліджень. Поширеним поясненням повідомлень про невдале застосування пасток є те, що привабливі рослини-пастки захищають найближчі рослини, тільки якщо комахи не повертаються назад до основної культури. В огляді 100 прикладів застосування культур-пасток у 2006 році лише 10 культур-пасток були класифіковані як успішні в комерційному масштабі й у всіх успішних випадках застосування культур-пасток доповнювалося методами господарювання, які цілеспрямовано обмежували розповсюдження комах із культури-пастки назад в основну культуру.

## Галерея

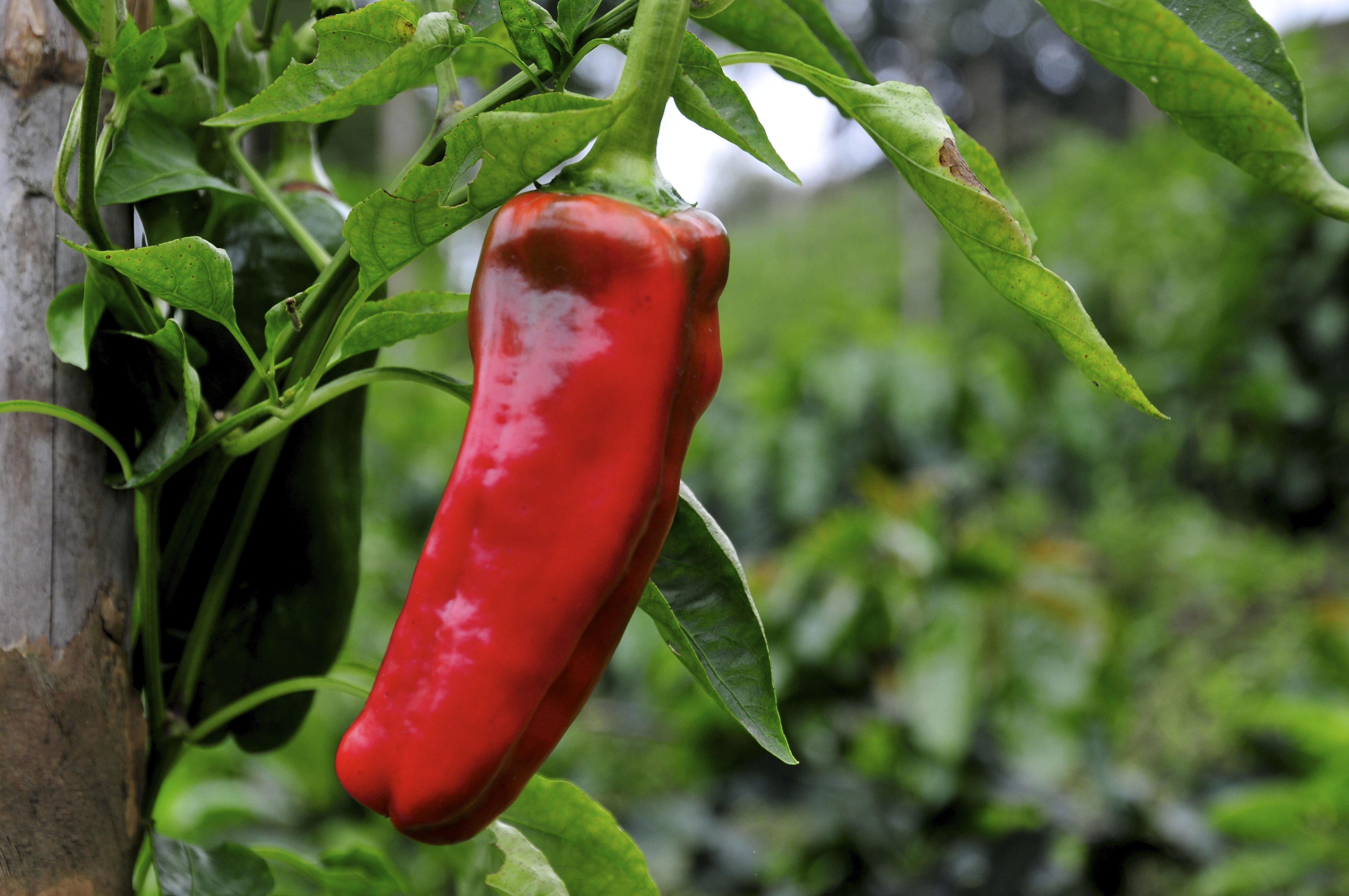
Перець чилі, вирощуваний сумісно з кавою в південно-західному департаменті Каука в Колумбії
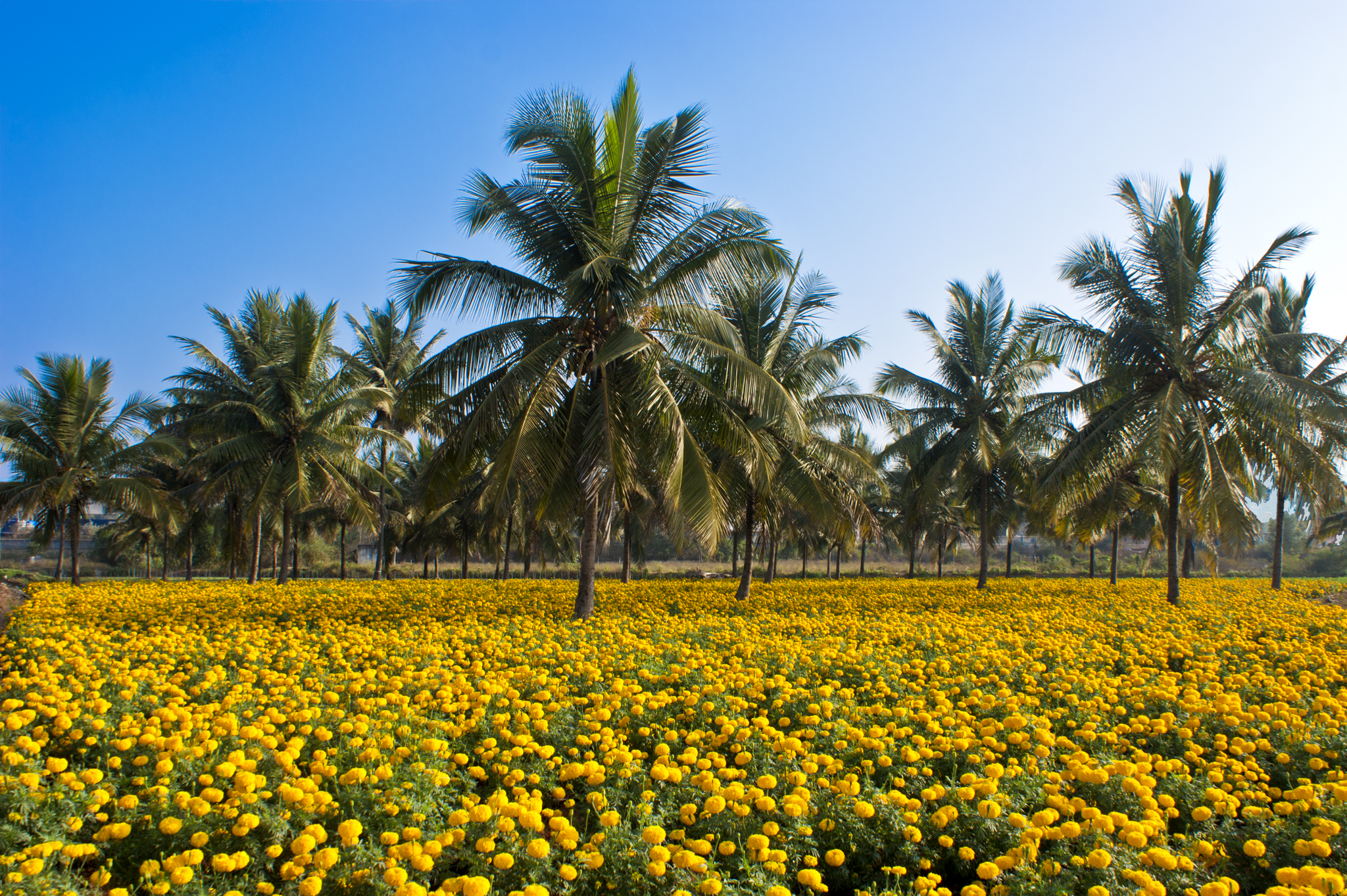
Кокоси та мексиканські чорнобривці, багатошарове суміщення культур[12] в Індії
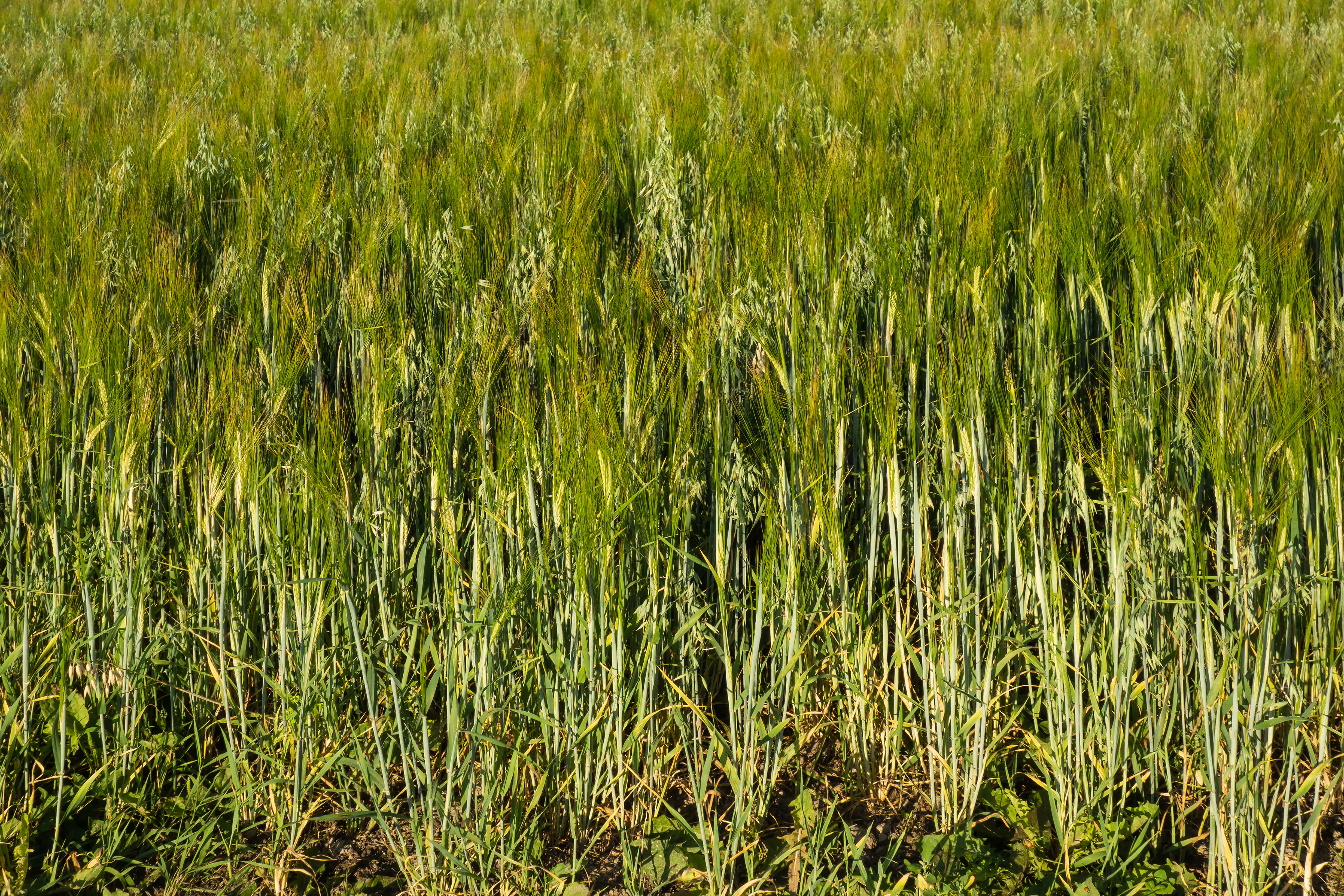
Змішане вирощування вівса та жита у Брастаді, Швеція

## Зовнішні посилання
- Суміщення культур в органічних сівозмінах і покривні культури
- Естафетне поєднання твердої пшениці і сочевиці - досвід Італії
- Практичні рекомендації щодо організації змішаних посівів городніх культур за умов органічного землеробства
- Суміщення культур в Університеті штату Вашингтон